# Grenddy Perozo
Grenddy Adrián Perozo Rincón (Maracaibo, Estado Zulia, Venezuela; 28 de febrero de 1986) es un exfutbolista venezolano que jugaba como defensa y su último club fue el Monagas Sport Club de la Primera División de Venezuela.

## Trayectoria
Empezó a jugar en un club de barrio llamado Dancy Bravo en la ciudad de Maracaibo, desde muy joven empezó a dar grandes pasos en el balompié nacional e hizo el salto al fútbol profesional.
Ha participado en 34 ocasiones con la Selección de fútbol de Venezuela y es convocado actualmente por César Farías. Hizo su debut con Trujillanos en el año 2004 y permanece hasta del año 2007 que es llevado por César Farías al Deportivo Anzoátegui. Luego, es trasferido a Colombia donde jugó con el Boyacá Chicó de la Categoría Primera A colombiana. En el equipo colombiano vivió un buen momento. Disputó veinticinco partidos en total y marcó seis goles.
En la semifinal de la Copa América 2011 Perozo sufre una fractura del quinto metatarsiano del pie izquierdo que lo tuvo de baja por 4 meses.
Debido a la buena actuación en la Copa América jugó con calidad de cedido en el Olimpo de Bahía Blanca de la Primera División de Argentina. Debuta el 11 de febrero de 2012 contra el Boca Juniors y su equipo cayó derrotado 2-0. Su segundo partido en Argentina fue contra el Club Atlético Belgrano, en el cual marcó su primer y único gol al rematar de cabeza un córner. Al minuto 28 de este partido sale sustituido por perder el conocimiento en un choque de cabezas. No actuó de manera consecuente con el equipo argentino. Terminó con 7 partidos en su haber.
En agosto de 2012, vuelve de la cesión al Boyacá Chicó donde regresó a la titularidad, y hasta ahora ha disputado todos los minutos posibles.
El 18 de julio El equipo AC Ajaccio de la Ligue1 de Francia hizo oficial la contratación del jugador venezolano Grenddy Perozo en su página oficial, quien hasta hace poco pertenecía a las filas del Deportivo Táchira. Según fuentes el jugador firma un contrato de 2 temporadas
El 11 de agosto de 2015, el jugador luego de estar varios meses como Agente Libre, llega al Zulia FC, club que lo denomina "El fichaje del año".

## Selección nacional
Su primer gol con la selección fue contra Guatemala el 1 de junio de 2011 disputado en el Estadio Mateo Flores de Ciudad de Guatemala. El segundo fue en la Copa América 2011 donde logró insertar el esférico en la portería paraguaya resguardada por Justo Villar luego de un tiro de esquina en el minuto 93, con asistencia del arquero venezolano Renny Vega quien dejó su arco para ir a rematar el tiro de esquina que terminó en la cabeza de Perozo para incrustarlo en la portería, logrando así dos goles en dos minutos para un resultado 3-3. Después de la Copa América empezaron a ser habituales las convocatorias de Fernando Amorebieta y Andrés Túñez que dejaron al jugador zuliano como el cuarto defensa central de la selección. El 24 de mayo de 2012, Perozo vuelve a jugar con Venezuela, ante Moldavia donde se reivindicó jugando un buen partido y ejerciendo como capitán. En las Eliminatorias para el Mundial 2014 ha disputado 3 partidos. El primero contra Uruguay que entró al minuto 88 para defender el empate. El siguiente, fue una semana después contra Chile, que por suspensión de Amorebieta y responsabilidades de Túñez con su equipo, disputa los 90 minutos en los que salen derrotados 0-2. Contra Ecuador participa todo el partido, esta vez acompañando a Amorebieta.

### Participaciones en Copa América
| Copa América      | Sede      | Resultado    | Partidos | Goles |
| ----------------- | --------- | ------------ | -------- | ----- |
| Copa América 2011 | Argentina | 4.º lugar    | 4        | 1     |
| Copa América 2015 | Chile     | Primera fase | 0        | 0     |

## Clubes
| Club                       | País      | Año         |
| -------------------------- | --------- | ----------- |
| Trujillanos                | Venezuela | 2004        |
| Italmaracaibo              | Venezuela | 2005        |
| Deportivo Táchira          | Venezuela | 2005 - 2007 |
| Deportivo Anzoátegui       | Venezuela | 2007 - 2010 |
| Boyacá Chicó               | Colombia  | 2010 - 2011 |
| Olimpo                     | Argentina | 2012        |
| Boyacá Chicó               | Colombia  | 2012        |
| Deportivo Táchira          | Venezuela | 2013        |
| AC Ajaccio                 | Francia   | 2013 - 2015 |
| Zulia F. C.                | Venezuela | 2015        |
| Atlético Clube de Portugal | Portugal  | 2016        |
| Sport Boys                 | Bolivia   | 2016 - 2017 |
| Zulia FC                   | Venezuela | 2017 - 2018 |
| Carabobo FC                | Venezuela | 2018 - 2019 |
| Atlético Venezuela         | Venezuela | 2019 - 2020 |
| Monagas SC                 | Venezuela | 2020 - 2023 |

## Palmarés

### Campeonato Nacionales
| Título         | Club                 | País      | Año  |
| -------------- | -------------------- | --------- | ---- |
| Copa Venezuela | Deportivo Anzoátegui | Venezuela | 2008 |
| Copa Venezuela | Zulia FC             | Venezuela | 2018 |